# Georgi Stepanowitsch Schonin
Georgi Stepanowitsch Schonin (russisch Георгий Степанович Шонин, wiss. Transliteration Georgij Stepanovič Šonin; * 3. August 1935 in Rowenki, Oblast Woroschilowgrad, Ukrainische SSR; † 7. April 1997 in Swjosdny Gorodok, Oblast Moskau, Russland) war ein sowjetischer Kosmonaut.

## Werdegang
Georgi Schonin beendete 1957 seine Ausbildung zum Piloten an der Militärfliegerpilotenschule in Jeisk. Nachdem die Staatliche Zwischenbehördliche Kommission ihn am 7. März 1960 zum Kosmonauten auswählte, begann Schonin seine Grundausbildung für Kosmonauten OKP im März 1960, die der Pilot am 3. April 1961 abschloss. Zuerst für die Woschod-3-Mission vorgesehen, flog Schonin als Kommandant mit Sojus 6 in den Weltraum, wo er mit Sojus 7 und Sojus 8 am ersten Gruppenflug dreier bemannter Raumschiffe teilnahm.
Schonin war als Kommandant von Sojus 10 vorgesehen, der ersten Mannschaft, die in eine Raumstation umsteigen sollte. Aufgrund von Alkoholproblemen wurde er aber im Februar 1971 durch Wladimir Schatalow ersetzt. Schonin verlor seinen Flugstatus, schied aber erst am 18. April 1979 aus dem Kosmonautenkorps aus. Er wurde Abteilungsdirektor im Zentralen Wissenschaftlichen Forschungsinstitut des sowjetischen Verteidigungsministeriums. 1990 in den Ruhestand versetzt, bekleidete Schonin den Rang eines Generalleutnants der Reserve der russischen Luftstreitkräfte. Er starb am 7. April 1997 an den Folgen eines Herzinfarktes.
Schonin war verheiratet und hatte vier Kinder.